# کمپ ادوین ف. گلن
کمپ ادوین ف. گلن‌ (به انگلیسی: Camp Edwin F. Glenn) یک بافت تاریخی در ایالات متحده آمریکا است. این منطقه تاریخی در فورت بنیامین هریسون، ایندیاناپلیس، ایندیانا قرار گرفته که شامل ۱۹ ساختمان مسکونی و ۳۶۰ سازه مشارکتی در یک اردوگاه نظامی پیشین است. این منطقه بین سال‌های ۱۹۲۵ تا ۱۹۴۱ توسعه یافت. در ابتدا از ۱۹۲۵ تا ۱۹۴۱ به عنوان اردوی آموزشی نظامی شهروندان و همچنین از ۱۹۳۳ تا ۱۹۴۱ اردوگاهی برای حفاظت از غیرنظامیان بود و از ۱۹۴۴ تا ۱۹۴۵ به عنوان اردوگاه اسرای جنگ خدمت کرد. دارای شش انبار، پنج سالن آشپزی، پنج سرویس بهداشتی، صرافی، قصابی، دستشویی و ۳۶۰ عدد انبار بتنی است.
در سال ۱۹۹۵ در فهرست ثبت  ملی مکان‌های تاریخی وارد شد.